# Salminen (sjö i Sotkamo, Kajanaland)
Salminen är en sjö i kommunen Sotkamo i landskapet Kajanaland i Finland. Sjön ligger 204,1 meter över havet. Arean är 51 hektar och strandlinjen är 11,87 kilometer lång. Sjön  ingår i Vuoksens huvudavrinningsområde.   Den ligger omkring 46 kilometer söder om Kajana och omkring 440 kilometer norr om Helsingfors. 